# خانم علیلو
خانم علیلو یک روستا در ایران است که در دهستان ارشق غربی واقع شده‌است. خانم علیلو ۵۰ نفر جمعیت دارد.